# نل تایگر فری
نل تایگر فری (انگلیسی: Nell Tiger Free؛ زادهٔ ۱۳ اکتبر ۱۹۹۹) یک بازیگر اهل بریتانیا است. وی از سال ۲۰۱۲ میلادی تاکنون مشغول فعالیت بوده است. وی در فصل‌های ۵ و ۶ مجموعهٔ تلویزیونی بازی تاج و تخت در نقش میرسلا براتیون ظاهر شد و در مجموعه تلویزیونی خدمتکار نقش لیان را بازی می‌کند. و در فیلم اولین طالع نحس در نقش اصلی ایفای نقش می‌کند. او همچنین در فیلم واندرول بازی کرده است.